# 莱切古罗马圆形剧场
40°21′09″N 18°10′22″E / 40.35242°N 18.17276°E
莱切古罗马圆形剧场（Anfiteatro romano di Lecce）是一座古罗马时代建筑，建于公元1-2世纪，位于莱切市中心的圣奥伦佐广场。
该剧场是在意大利银行大楼的施工过程中被发现。目前只能看到整个建筑的三分之一，因为剩下的部分仍然隐藏在圣奥伦佐广场和恩宠圣母堂等建筑物下方。
圆形剧场测102 x 83米，可容纳约25000名观众。

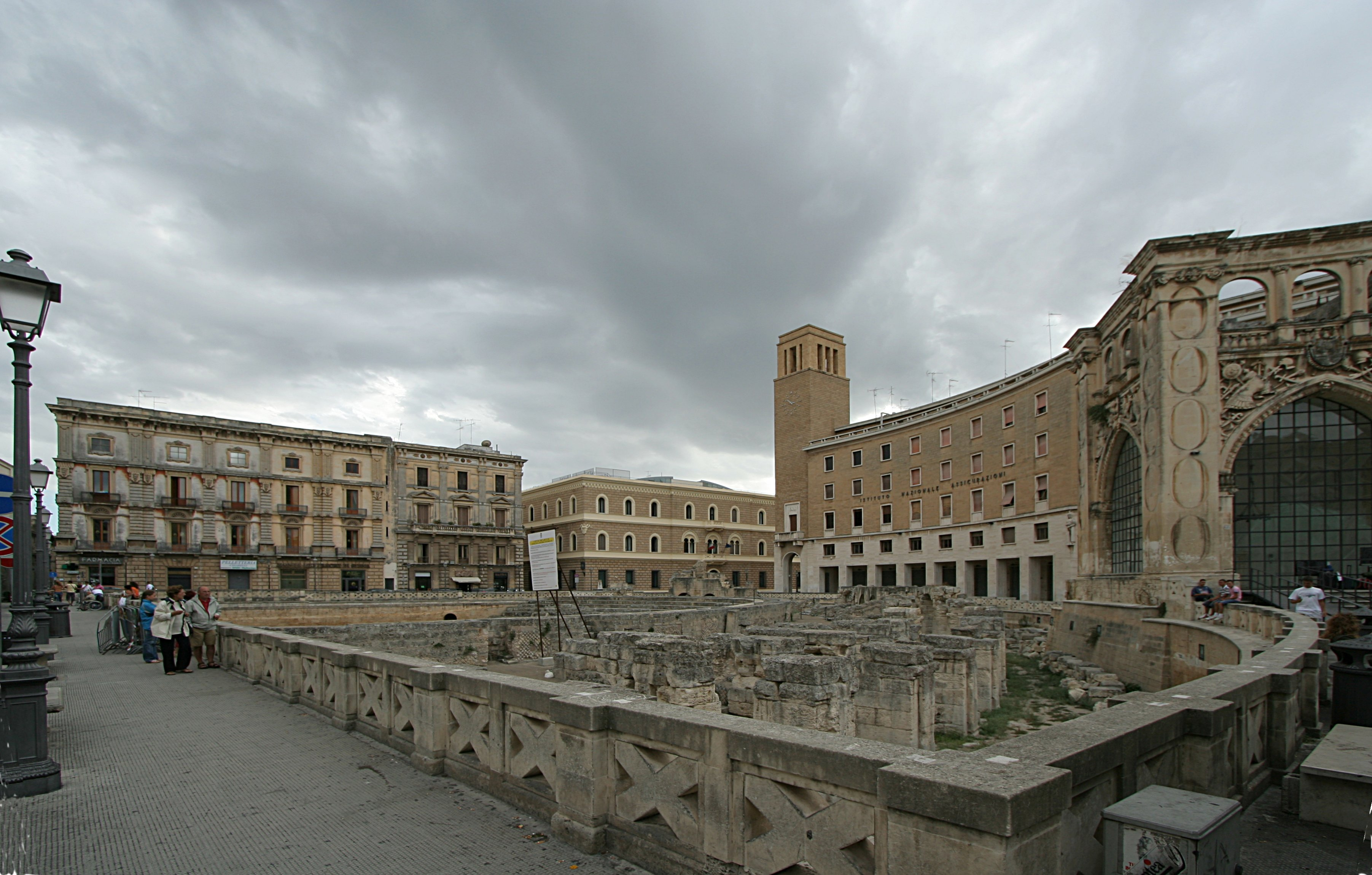
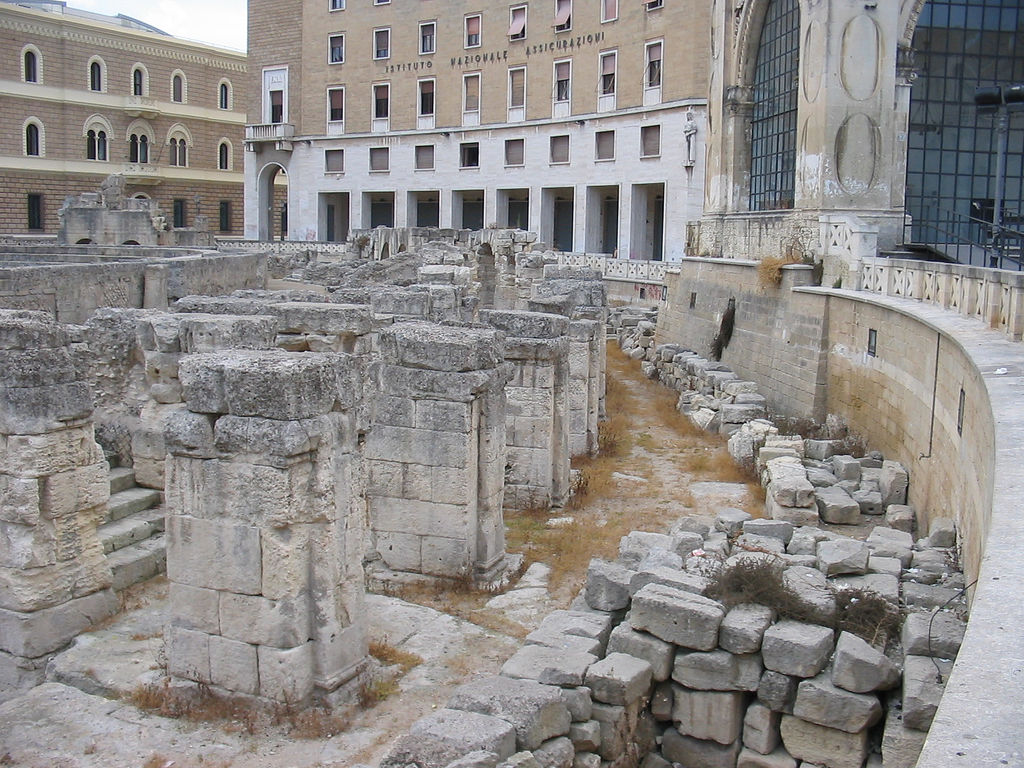
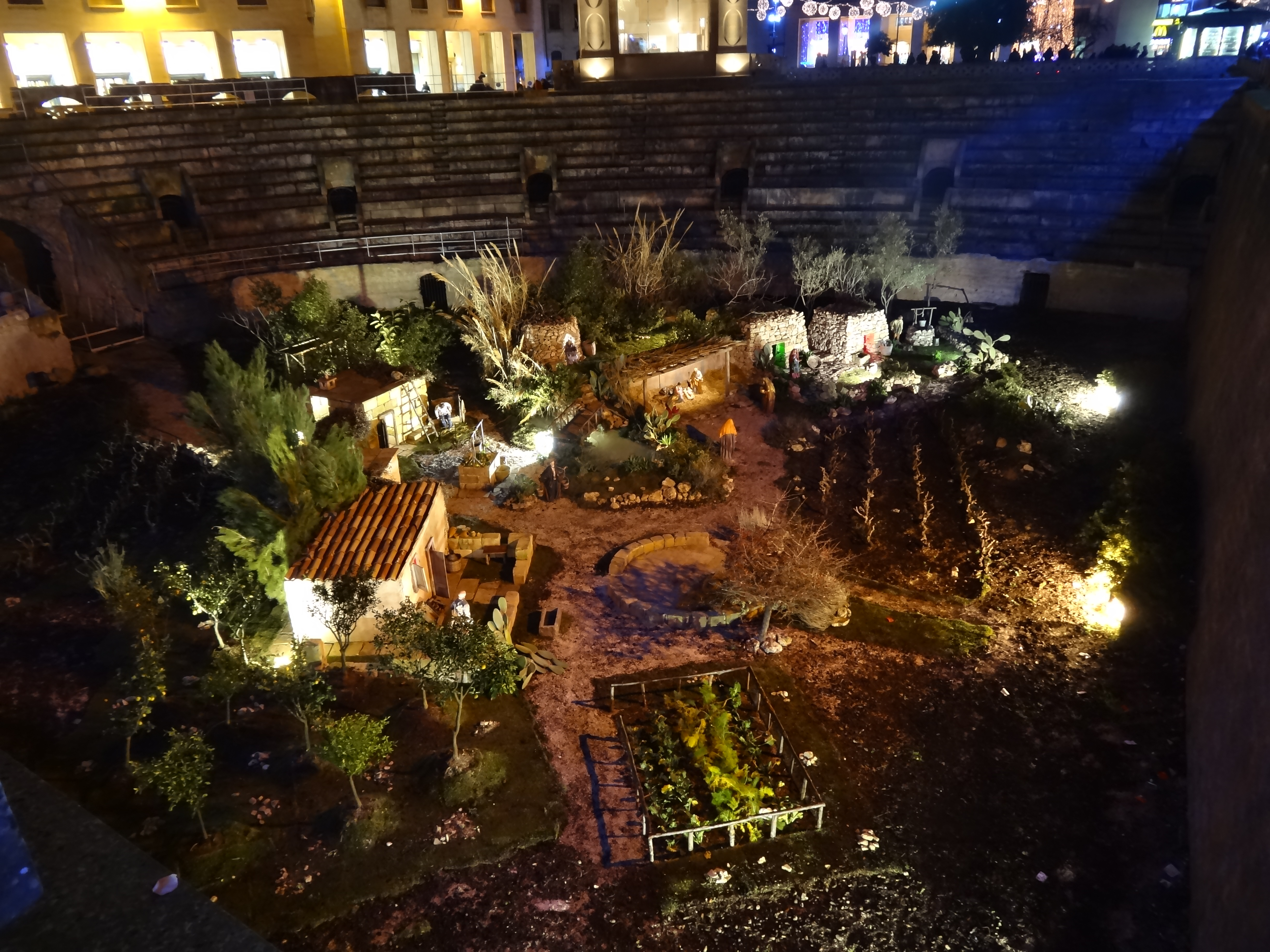
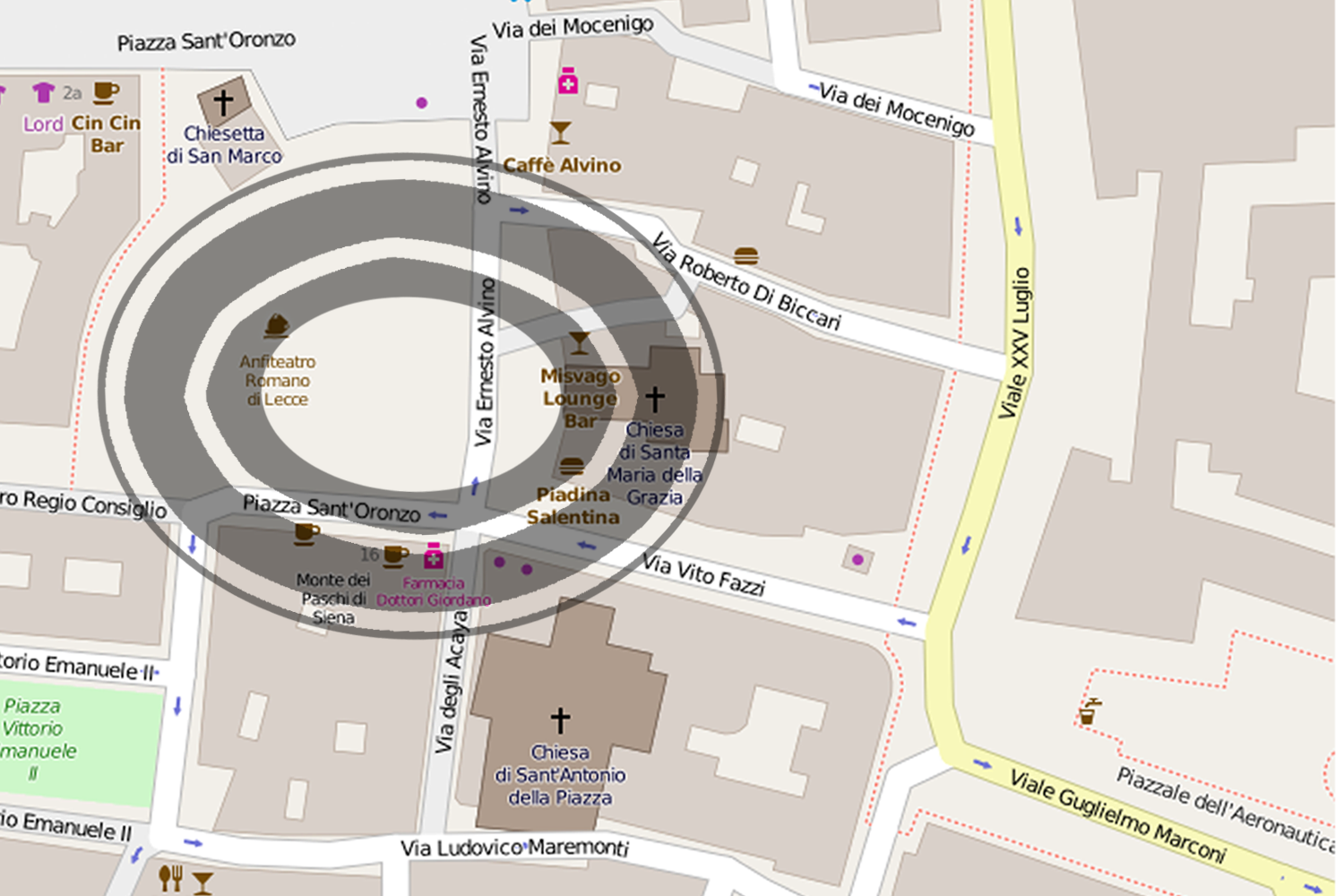